# César Martínez Herrada
César Martínez Herrada (Madrid, 1964) és un productor i director de cinema espanyol.
Va cursar estudis de direcció i producció al TAI de Madrid. El 1984 va començar treballant com a ajudant de direcció amb Antonio Drove, José María Carreño, Ricardo Franco, Francesc Betriu, Rafael Moleón i Pedro Costa. El 1990 ell i el guionista Pedro García Ríos van crear la productora Dexideriu Producciones amb l'objectiu d'obtenir llibertat i independència per als seus projectes.
Va debutar a la direcció amb els curtmetratges Burlanga (1992) i Rivelles (1994), i el 1998 va dirigir el seu primer llargmetratge, Manos de seda, protagonitzat per Jorge Sanz i Carme Elias. El seu segon llargmetratge, Cuando todo esté en orden (2002), li va valer el premi dels nous realitzadors als XII Premis Turia i fou nominat a la Bisnaga d'Or al Festival de Màlaga. El 2006 va dirigir el seu tercer llargmetratge, Arena en los bolsillos, pel que també fou nominat a la Bisnaga d'Or. El 2007 va dirigir el telefilm en català per TV3 Perquè ningú no oblidi el teu nom.
El 2012 va dirigir el documental Objeto encontrado sobre la vida de l'artista Antonio Pérez. El 2017 va dirigir un altre documental, Ruibal, por libre sobre el cantautor i poeta Javier Ruibal. El 2018 va produir el curtmetratge El nadador de Pablo Barce, que fou nominat al Goya al millor curtmetratge de ficció.

## Filmografia (com a director)
- Burlanga (curtmetratge, 1992)
- Rivelles (curtmetratge, 1994)
- Manos de seda (1998)
- Cuando todo esté en orden (2002)
- Otra ciudad (telefilm, 2003)
- Arena en los bolsillos (2006)
- Perquè ningú no oblidi el teu nom (telefilm, 2007)
- Objeto encontrado (documental, 2012)
- Ruibal, por libre (2017)